# 300: El naixement d'un imperi
300: El naixement d'un imperi (títol original: 300: Rise of an Empire) és una pel·lícula estatunidenca d'acció del 2014. És la seqüela de la pel·lícula 300. Ha estat doblada i subtitulada al català.

## Argument
El 490 aC, durant la batalla de Marató, el rei persa Darios I el Gran és ferit mortalment pel general atenenc Temístocles en presència del seu fill Xerxes I. Quan torna a Pèrsia, el comandant de la seva flota, la reina Artemísia I el convenç de venjar-se dels grecs i el converteix en un Rei-Déu. Deu anys més tard envaeix Grècia. Mentre Leònides i els seus 300 espartans atrapen Xerxes a les Termòpiles, els atenencs, Temístocles al capdavant, combaten per mar al cap d'Artemísion. Uns dies més tard les flotes s'enfronten en la gran Batalla de Salamina, que té lloc una mica abans de la de Platea.

## Repartiment
- Sullivan Stapleton
- Eva Green
- Rodrigo Santoro
- Lena Headey
- Hans Matheson
- Callan Mulvey
- Andrew Tiernan
- David Wenham
- Jack O'Connell
- Yigal Naor
- Andrew Pleavin
- Gerard Butler
- Mark Killeen
- Peter Mensah
- Trayan Milenov-Troy
- Ashraf Barhom
- VincentWalsh
- Steven Creu
- Andrei Claude
- Peter Ferdinando

| Crítiques |
| --- |
| "Aquesta obra molt entretinguda per passar l'estona no té les ressonàncies mítiques que van fer que '300' es convertís en un clàssic a l'instant, però funciona sorprenentment bé en els seus propis termes." |
| "Tot i que l'estrella de Gerard Butler ha caigut significativament a causa de les 17 pel·lícules mediocres que ha fet des de '300', cal reconèixer que en aquesta se li troba a faltar."                      |
| "La pel·lícula funciona com a successora d'alta tecnologia de 'Conan el bàrbar'" Kyle Smith: New York Post |
| "És tot extravagantment ridícul, avança a un ritme just i s'acaba abans del que un espera." Guy Lodge: Time Out                                                                                               |
| "Increïblement filmada però estúpidament escrita." Scott Bowles: USA Today |
| "Tot adquireix un grau de solemnitat difícil d'articular en un entreteniment. Simula una força que en realitat li ve, no de la base, sinó d'un calculat dopatge" Javier Ocaña: Diari El País                  |
| "Una seqüela correcta, però sense l'impuls brutal de l'original i ja sense sorpreses." José Manuel Cuéllar: Diari ABC                                                                                         |
| "Tan igual al seu precedent i, alhora, tan diferent. Amb grates sorpreses: d'entrada més emocionant i àgil." Salvador Llopart: Diari La Vanguardia                                                            |